# Mikako Ichikawa
 (octobre 2020).
Si vous disposez d'ouvrages ou d'articles de référence ou si vous connaissez des sites web de qualité traitant du thème abordé ici, merci de compléter l'article en donnant les références utiles à sa vérifiabilité et en les liant à la section « Notes et références ».
Pour les articles homonymes, voir Ichikawa (homonymie).
Mikako Ichikawa (市川実日子, Ichikawa Mikako), née le 13 juin 1978, à Tokyo, au Japon, est une mannequin et actrice japonaise, sœur de l'actrice Miwako Ichikawa.

## Carrière
Mikako Ichikawa a commencé dans la mode, suivant l'exemple de sa sœur ; elle a fait plusieurs fois la couverture du magazine japonais de mode Olive. En 1994, elle devient modèle sous contrat exclusif pour Olive. En 1998, avec la fin de son exclusivité, elle fait la couverture d’autres magazines comme CUTiE, Zipper, Spoon, GINZA, entre autres. En 1998, elle fait aussi ses débuts en tant qu’actrice dans le court-métrage de Honma Takashi, How to Jujitsu (How to 柔術).
En 2002, pour son premier rôle principal dans Blue, elle reçoit le prix de la Meilleure actrice au 24e festival international du film de Moscou.
En tant que second rôle, elle a joué de nombreuses fois des personnages aux expressions d'asocialités ou alors des filles aux airs radieux et innocents. Ses rôles les plus marquants, en dépit de leur importance parfois minime, ont en commun l’extrême sensibilité de ses personnages : dans Blue, elle interprète une adolescente mal-à-l’aise, introvertie, attirée par l’une de ses camarades ; dans Be with You, elle est amoureuse en secret de Takumi; dans Memories of Matsuko, c’est la petite sœur malade, alitée, de Matsuko ; dans Rampo Noir (où elle tient un rôle furtif, de quelques secondes) elle joue une femme déconnectée du monde réel, placée en institut spécialisé. Grâce à son rôle de l'inspecteur Natsuko « Nat-chan » Aki dans Cutie Honey, son film le plus connu en dehors du Japon, sa renommée s’accroît. Elle tourne aussi dans des dramas, dont Kuitan (NTV, 2006).

## Filmographie

### Cinéma
- 2000 : Timeless Melody (タイムレスメロディ?) : Chikako
- 2001 : Blue : Kayako Kirishima
- 2002 : Travail (A woman's work) (とらばいゆ?) : Rina
- 2003 : Good Luck
- 2003 : Dead End Run
- 2003 : Lovers' Kiss (ラヴァーズ・キス?) : Miki Ozaki
- 2004 : Be with You (いま、会いにゆきます, Ima, ai ni yukimasu?) de Nobuhiro Doi : Midori Nagase, collègue de Takumi
- 2004 : Cutie Honey : inspecteur Natsuko « Nat-chan » Aki
- 2005 : Rampo Noir, segment « Kagami jigoku »
- 2006 : Memories of Matsuko de Tetsuya Nakashima : Kumi Kawajiri, sœur cadette de Matsuko
- 2007 : Megane (めがね?) de Naoko Ogigami : Haruna
- 2016 : Museum de Keishi Ōtomo : Mikie Tachibana
- 2017 : The Third Murder de Hirokazu Kore-eda
- 2019 : L'Infirmière de Kōji Fukada

### Dramas
- 2002 : Psycho Doctor
- 2003 : Suika
- 2004 : Tenka
- 2005 : Hikari to Tomo ni
- 2006 : Kuitan
- 2007 : Kuitan 2
- 2007 : Good Job
- 2008 : 2 Cool
- 2008 : Atsu-hime

## Distinctions
- Prix Silver St. George de la meilleure actrice, Festival international du film de Moscou 2002, pour Blue
- Grand Prix Sponichi du nouveau talent, Mainichi Film Awards 2003, pour Travail (A woman's work)
- Prix du meilleur nouveau talent (Festival Prize Best New Talent), au Festival du film de Yokohama, en 2003, pour Travail (A woman's work)